# Trachyderini
Los traquiderinos (Trachyderini) son una tribu de coleópteros crisomeloideos de la familia Cerambycidae. Comprende 130 géneros, distribuidos en Eurasia, Norte y Sudamérica. La mayor diversidad de la tribu cae en las zonas tropicales de América del Sur.

## Géneros
Tiene las siguientes subtribus: Ancylocerina - Trachyderina
Tiene los siguientes géneros:
- Aegoidus - Aethecerinus - Afghanicenus - Allocerus - Allopeplus - Amannus - Amarysius - Amphionthe - Ancylosternus - Andrachydes - Andraegoidus - Anoplistes - Athetesis - Axestoleus - Batus - Batyle - Bunothorax - Calchaenesthes - Callona - Ceragenia - Cervilissa - Charinotes - Chemsakia - Chevrolatella - Chlorotherion - Chydarteres - Cosmocerus - Crioprosopus - Crossidius - Cryptobias - Ctenodes - Cyphosterna - Deltaspis - Deretrachys - Desmoderus - Dicelosternus - Dicranoderes - Dorcadocerus - Drychateres - Eleanor - Elytroleptus - Entomosterna - Eremoceras - Eriocharis - Eriphus - Erythroclea - Euryclelia - Euryphagus - Falsanoplistes - Galissus - Gambria - Georgiana - Giesbertia - Gonyacantha - Gortonia - Hoegea - Ischnocnemis - Linsleyella - Lissonoschema - Lissonotypus - Lophalia - Mannophorus - Martinsellus - Megaderus - Metaleptus - Metopocoilus - Micropelta - Molitones - Monneellus - Muscidora - Neochrysoprasis - Neocrossidius - Neogalissus - Neotaphos - Neotaranomis - Noguerana - Nothoprodontia - Oxymerus - Ozodera - Palaeotrachyderes - Panchylissus - Parabatyle - Paraethecerus - Paragortonia - Parathetesis - Parevander - Paroxoplus - Parozodera - Pavieia - Perarthrus - Phaedinus - Phimosia - Phoenicus - Phoenidnus - Pleuromenus - Plionoma - Poecilopeplus - Polyschisis - Prodontia - Pseudodeltaspis - Pseudoeriphus - Pseudophimosia - Pseudostenaspis - Pteracantha - Pteroplatidius - Pujolia - Purpuricenus - Rachidion - Retrachydes - Rhodoleptus - Schizax - Scythroleus - Seabraellus - Seabraia - Seabriella - Sphaenothecus - Steinheilia - Stenaspis - Stenobatyle - Sternacanthus - Stiphilus - Streptolabis - Tamenes - Trachelissa - Trachyderes - Trachyderomorpha - Tragidion - Triacetelus - Tuberorachidion - Tylosis - Weyrauchia - Xylocaris - Zalophia - Zenochloris - Zonotylus